# Gerald Glass
Gerald Damon Glass (ur. 12 listopada 1967 w Greenwood) – amerykański koszykarz, występujący na pozycjach rzucającego obrońcy lub niskiego skrzydłowego, po zakończeniu kariery zawodniczej trener koszykówki, obecnie trener drużyny szkoły średniej Greenwood Amanda Elzy.

## Osiągnięcia
Na podstawie, o ile nie zaznaczono inaczej.
NCAA II
- MVP konferencji Gulf South (1987)
- Zaliczony do:
  - I składu All-Gulf South (1986, 1987)
  - składu Division II All American (1987)

NCAA
- Zaliczony do:
  - I składu:
    - turnieju konferencji Southestern (SEC – 1990)
    - SEC (1988, 1989)

  - składu:
    - All-America honorable mention (1989, 1990)[4]
    - TOP5 najlepszych zawodników drużyny Ole Miss w historii (2017)[5]
    - stulecia Ole Miss
    - SEC Basketball Legends (2004)[4]

  - Galerii Sław Sportu – Ole Miss Athletic Hall of Fame (2002)[4]
- Lider konferencji SEC w:
  - średniej przechwytów (1989 – 3, 1990 – 2,3)
  - liczbie przechwytów (1989 – 89, 1990 – 70)

Trenerskie
- Mistrzostwo stanu klasy 4A (2012, 2013)